# Тепик
Тепик (исп. Tepic) — город в Мексике, административный центр штата Наярит. Население 334 863 человек (с пригородами 429 351 человек).

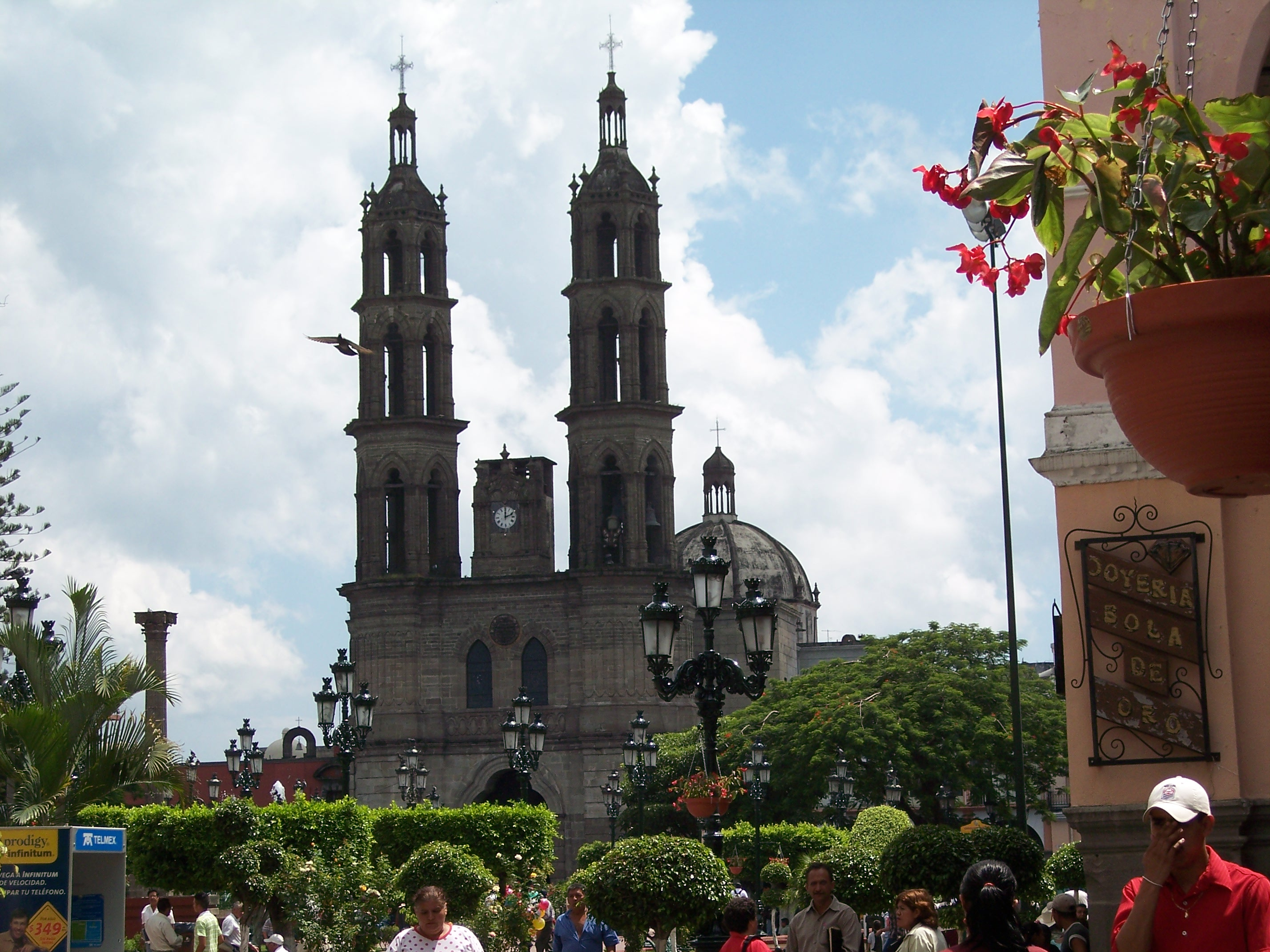
Кафедральный собор Тепика.

## История
По одной из принятых версий название города происходит из слов ацтекского языка «tetl» (камень) и «picqui» (твёрдые вещества), и таким образом, слово «тепик» означает «место массивных камней». Другие авторы считают, оригинальное название происходит от слова tepec, что означает «населённое место». Также есть версия, что название происходит от слова tepictli (местный сорт кукурузы) и означает «земля кукурузы». Это также означает «город между холмов». Основание Тепика восходит к доиспанским временам, к прибытию первых европейцев здесь народ тлатоанасго (tlatoanazgo) находился в зависимости от вождей уэйтлатоанасго (hueitlatoanazgo) из Халиско.
Первым испанцем, который достиг Наярита был племянник конкистадора Эрнана Кортеса Франсиско Кортес де Сан Буэнавентура (исп. Francisco Cortés de San Buenaventura). Ззавоевание региона в 1530 году завершил Нуно де Гусман (англ. Nuño Beltrán de Guzmán), который в поисках богатств решил покинуть пост председателя Королевского суда и организовал военную экспедицию на северо-западе Мексики, заодно основав поселение Villa del Espíritu Santo de la Mayor España, немного южнее от того места, где сейчас находится Тепик. 25 января 1531 году указом королевы Хуаны I на завоёванной территории было образовано Королевство Новая Галисия, столицей которой стала Вилья дель Эспириту Санто, название которой было изменено на Santiago de Galicia de Compostela. Из-за проблем с местными индейцами город был покинут испанцами в 1542 году. В 1768 году немного севернее от Компостелы стал возрождаться посёлок Тепик, который находился в стратегически важном месте.
После достижения Мексикой независимости в 1821 году Тепик был кантоном в штате Халиско. С начала XX века Тепик начал благоустраиваться. Появились уличное освещение, телефонные линии, система водоснабжения и канализации, были расширены парки и т. п. В январе 1917 году, после образования штата Наярит, Тепик стал его столицей.
В городе имеются различные предприятия пищевой, текстильной, промышленности, также имеются заведения культуры и образования. Развита транспортная инфраструктура. Недалеко находится небольшой аэропорт.

## Фотографии

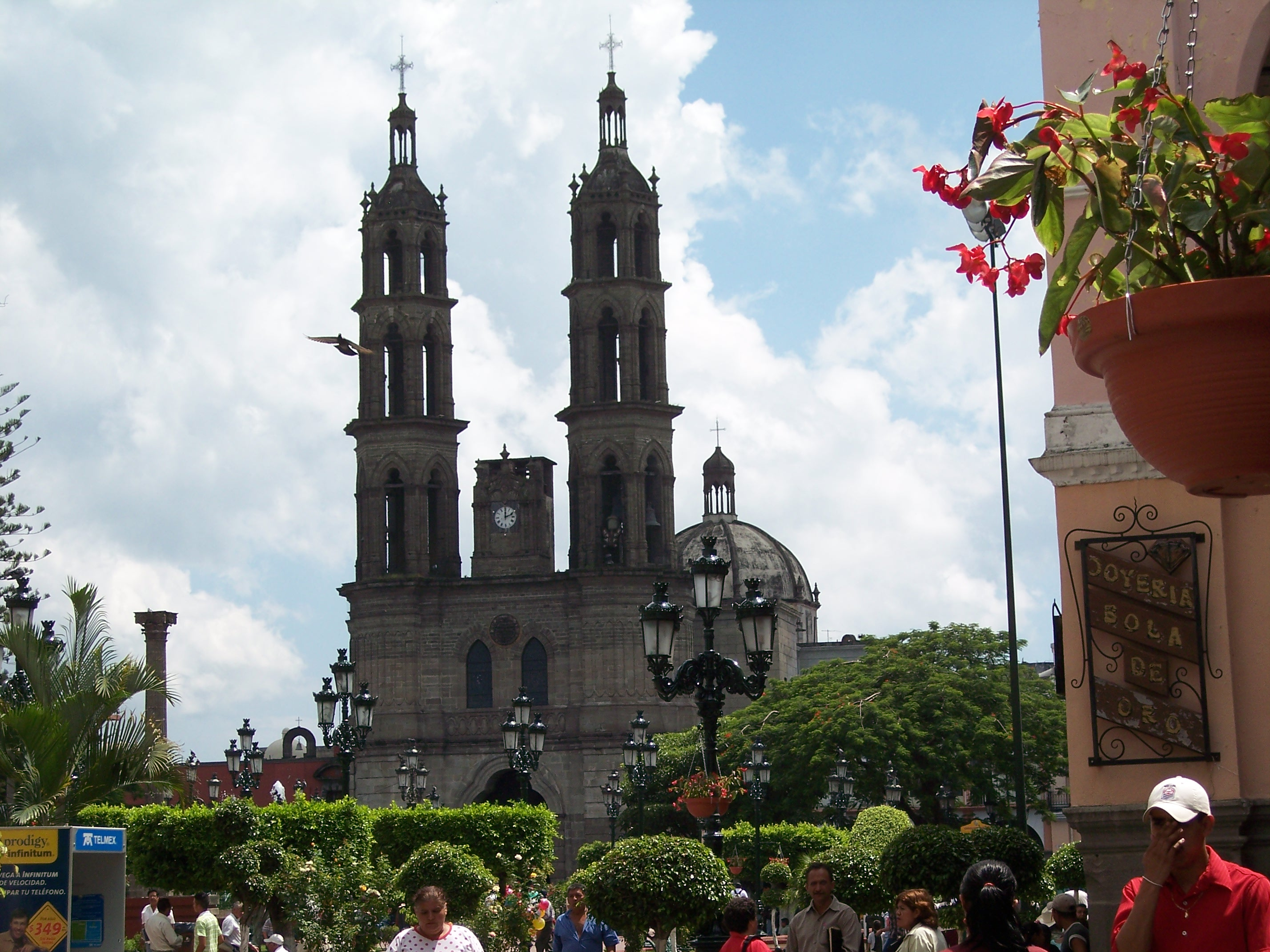
Кафедральный собор
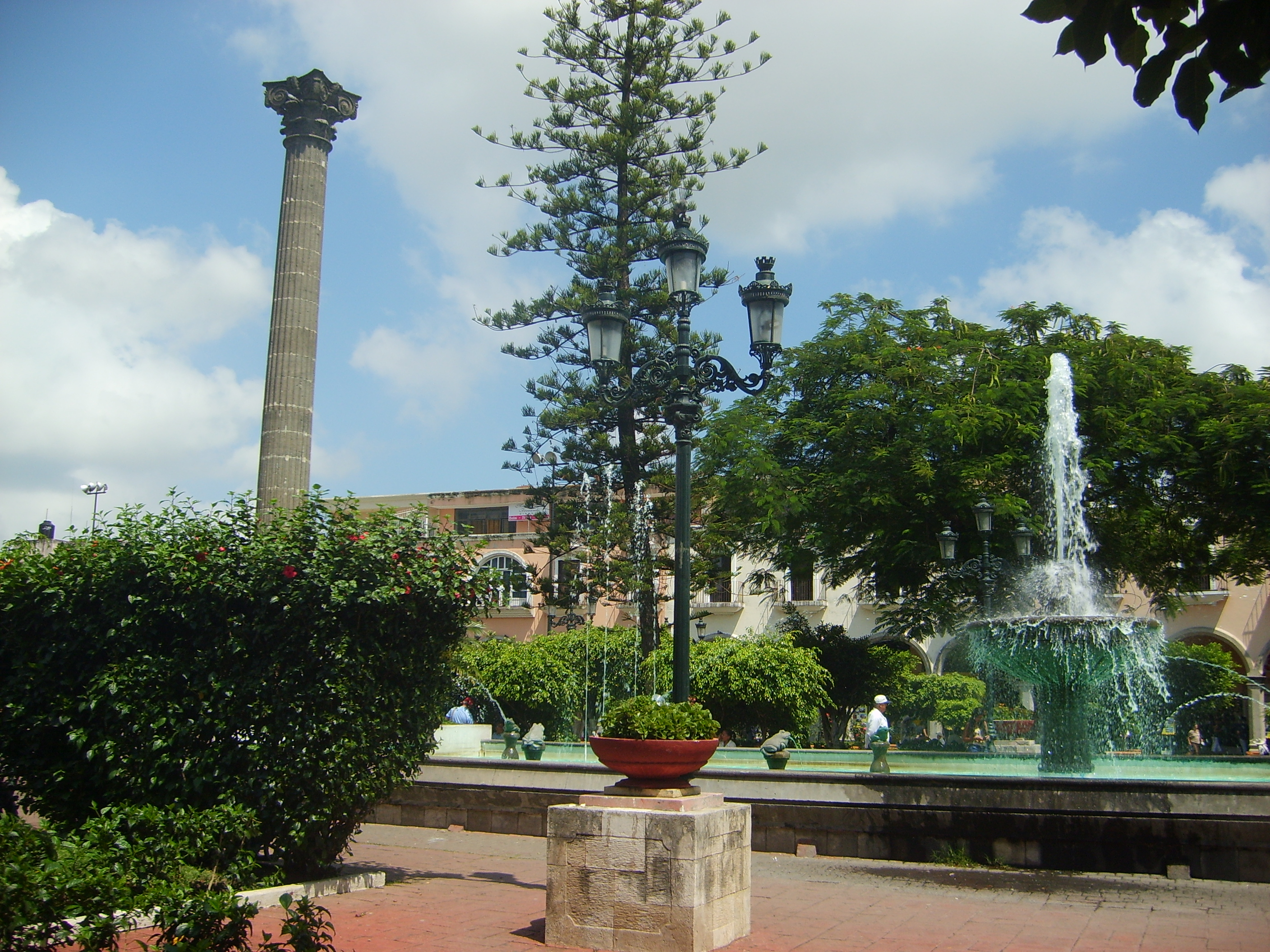
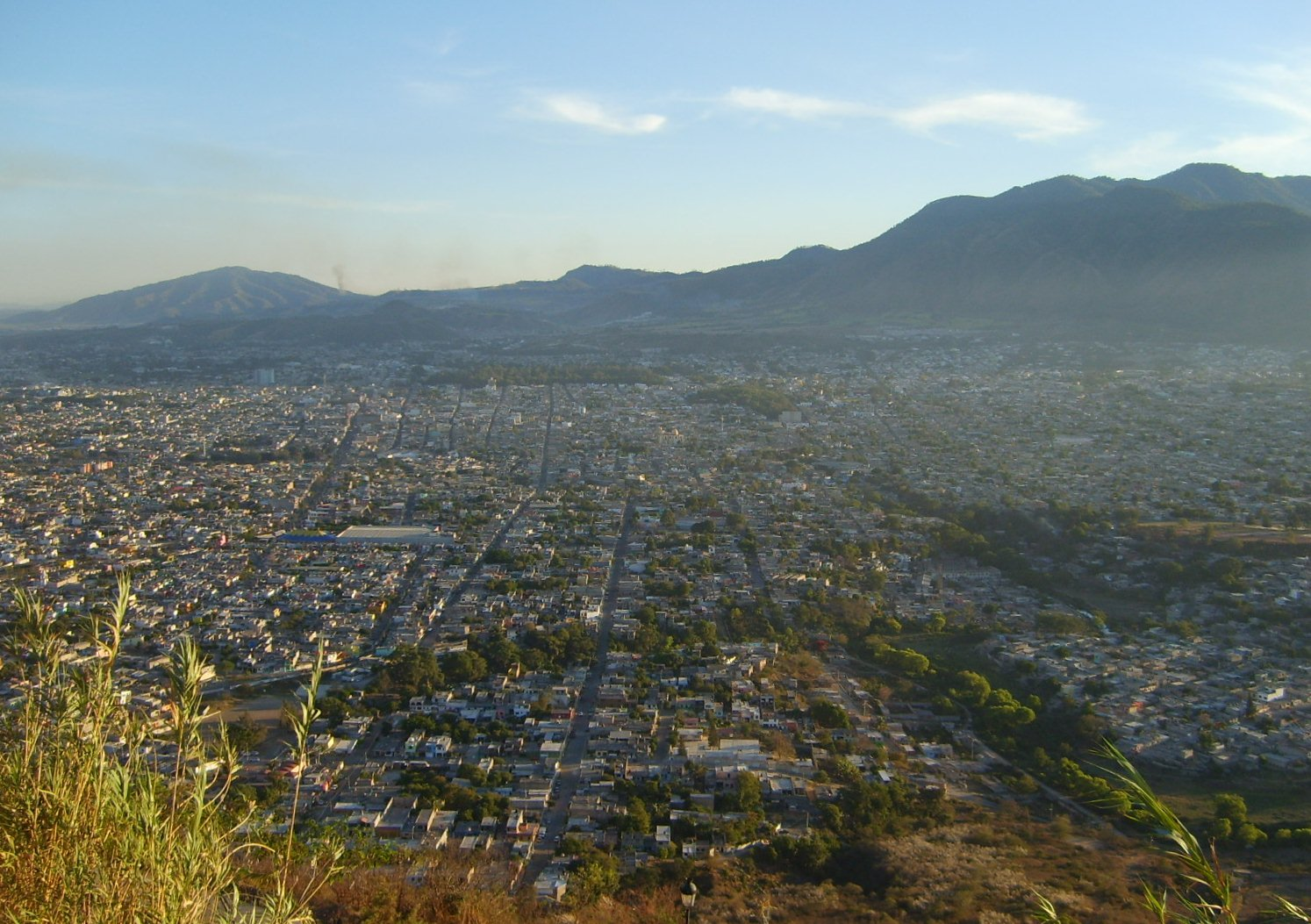
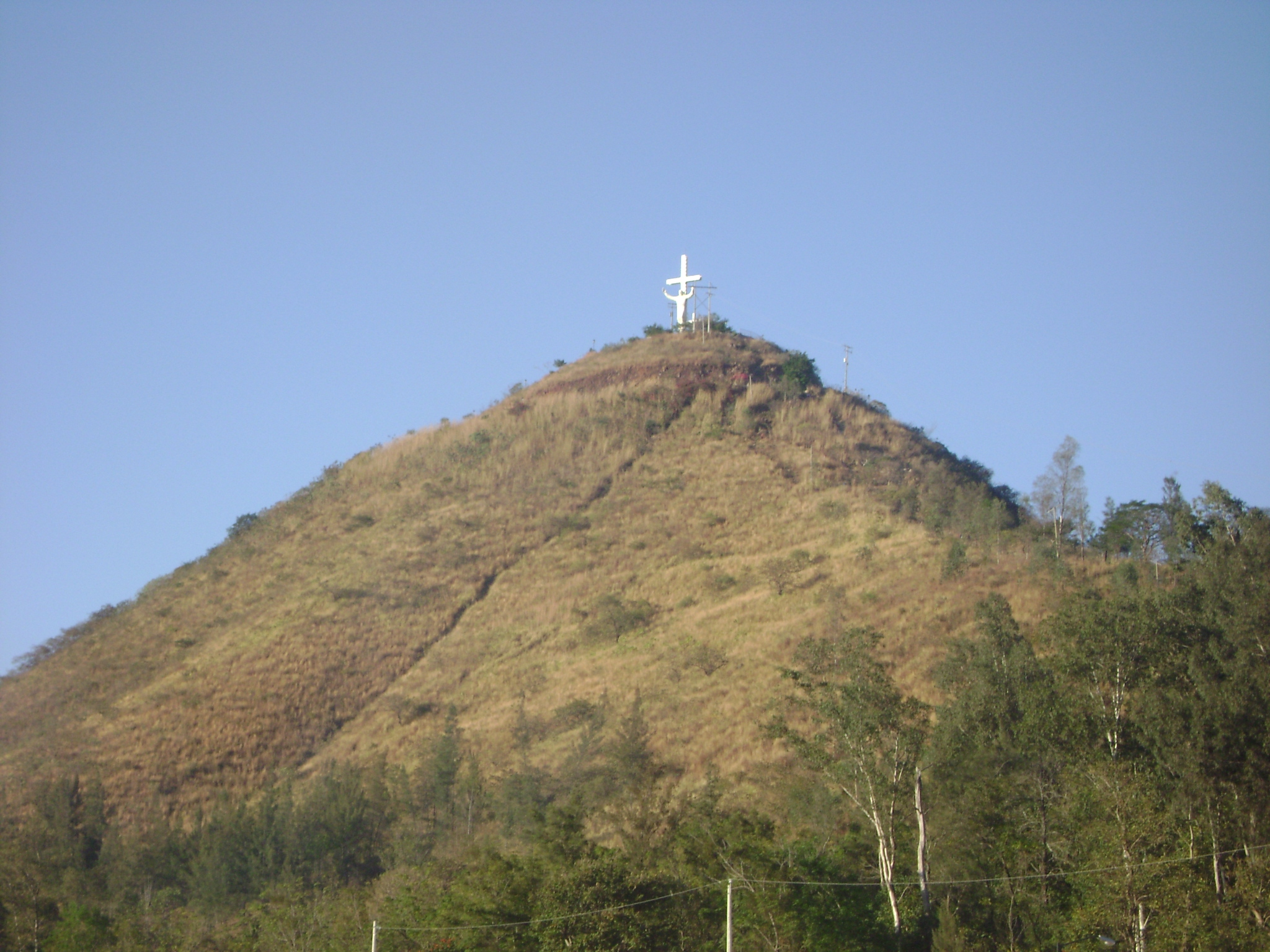